# Uwe Stock
Uwe Stock (* 5. Dezember 1947 in Wustrow, Mecklenburg) ist ein deutscher Judoka.

## Beginn als Schüler in Ribnitz-Damgarten
Uwe Stock besuchte in Ribnitz-Damgarten die Oberschule und begann dort im Alter von 14 Jahren bei der SV Dynamo mit dem Judotraining. Nachdem er im ersten Halbjahr 1962 die Prüfung zum 5. Kyū abgelegt hatte, nahm er an Judowettkämpfen in den damaligen Nordbezirken Rostock, Schwerin und Neubrandenburg teil und gewann bei Kreis- und Bezirksmeisterschaften erste Meistertitel. Als Schüler musste er auf Grund seiner körperlichen Voraussetzungen meist in der schwersten Gewichtsklasse (+ 75,0 kg) kämpfen, wobei er seine Kämpfe überwiegend erfolgreich gestaltete. Seine Wettkampferfolge erregten die Aufmerksamkeit bei den Judotrainern des SC Dynamo Berlin, die Anfang der 1960er Jahre auf der Suche nach talentierten Nachwuchs-Judoka waren, die in der Halbschwer- und Schwergewichtsklasse die Nachfolge von Otto Smirat und Karl Nitz antreten sollten. Mit Klaus Hennig und Erich Bornstein verfügte der SC Dynamo 1964 schon über zwei jüngere Judoka im Halbschwer- und Schwergewicht, aber mit Uwe Stock bot sich Cheftrainer Gert Schneider die Gelegenheit ein zusätzliches Judotalent weiterzuentwickeln. Uwe Stock wurde 1964 von seinem Heimatverein zum SC Dynamo Berlin delegiert.

## Judoka des SC Dynamo im Halbschwergewicht
Das intensivere Training der Dynamo-Judoka im Sportforum Hohenschönhausen eröffnete Uwe Stock ab 1964 neue Entwicklungsmöglichkeiten. Seine Trainingsleistungen waren so hervorragend, dass die Clubtrainer das Wagnis eingingen, ihn mit 17 Jahren für die DDR-Meisterschaften der Männer 1965 in Berlin zu nominieren. Hinter Helmut Howiller vom SC  DHfK Leipzig und Klaus Hennig  belegte Stock den 3. Platz, womit er sich auf DDR-Ebene bei den Männern im Halbschwergewicht gut eingeführt hatte. Als Schüler nahm er 1966 in Berlin an den Endausscheidungen der 1. Kinder- und Jugendspartakiade teil und wurde in seiner Alters- und Gewichtsklasse Spartakiadesieger. Außerdem errang er 1966 bei den Judomeisterschaften der A-Jugend seinen ersten DDR-Meistertitel. Bei den DDR-Einzelmeisterschaften der Männer belegte er 1966 wieder den dritten Platz.
Durch den Wechsel der Judoka des SC Dynamo aus Berlin nach Hoppegarten kam es 1967 zu Veränderungen im Trainingsbetrieb, die Stock in seiner aktiven Laufbahn nicht voranbrachten. Er bereitete sich auf die Prüfung zum 1. Dan vor, die er 1967 erfolgreich abschloss, und legte 1968 die Prüfung zum 2. Dan ab. Bei den DDR-Einzelmeisterschaften errang er bis 1970 keine Medaillenplätze, aber mit dem SC Dynamo Hoppegarten gewann er ab 1967 fünf Mal nacheinander die DDR-Mannschaftsmeisterschaft. 1970 verlor Stock den Finalkampf der DDR-Einzelmeisterschaft gegen Howiller, wurde aber mit Howiller für die Europameisterschaften nominiert und errang 1970 hinter Wladimir Pokatajew die Silbermedaille. Für diese Leistung  wurde Stock der 3. Dan verliehen. Nachdem er 1971 bei den DDR-Einzelmeisterschaften keinen Medaillenrang erreicht hatte, stand er 1972 wieder mit Howiller im Finalkampf, den er erneut verlor. 1973 gewann Stock den DDR-Meistertitel und besiegte im Finale seinen Clubkameraden Dietmar Lorenz. Dabei deutete sich ein Club-interner Konkurrenzkampf an, der Stock an seinen Erfolgsaussichten zweifeln ließ. Dietmar Lorenz entwickelte sich zusehends zum überlegenen Weltklasse-Judoka im Halbschwergewicht. Ein Ausweichen ins Schwergewicht erschien Stock nicht möglich, da der SC Dynamo mit Wolfgang Zuckschwerdt und Klaus Hennig im Schwergewicht schon sehr gut besetzt war. Bei den DDR-Einzelmeisterschaften 1974 gewann Stock hinter seinen Club-Kameraden Zuckschwerdt und Lorenz den 3. Platz in der Offenen Klasse. Obwohl Stock seit 1970 an vier Europameisterschaften teilgenommen hatte, dabei auf Weltklasse-Athleten getroffen war, wie Angelo Parisi, Jean-Luc Rougé, David Starbrook, Helmut Howiller und Dietmar Lorenz, und sich 1974 mit 26 Jahren noch im besten Wettkampfalter befand, sah er sich selbst nicht mehr auf deren Wettkampfniveau. Deshalb beendete er seine Laufbahn beim SC Dynamo Hoppegarten und verabschiedete sich vorzeitig auch aus dem DDR-Nationalkader.

## Judoka der HSG Humboldt-Uni
Uwe Stock hatte nach dem Umzug der Dynamo-Judoka aus Berlin nach Hoppegarten die Verbindung zum Sportforum Hohenschönhausen und mit den dort trainierenden Judoka der HSG Humboldt-Uni auch wegen seines Sportstudiums nicht abreißen lassen. Hinter den Judo-Sportclubs hatte die HSG Humboldt-Uni in den 1960er und 70er Jahren unter Helmut Bark eine führende Position unter den Judo-Vereinen in der DDR eingenommen. Beispielgebend für Stocks Entschluss zum Wechsel an die HSG Humboldt-Uni war u. a. sein früherer Trainingspartner Erich Bornstein, der 1967 angesichts der Überlegenheit von Hennig und Zuckschwerdt im Schwergewicht seine Laufbahn beim SC Dynamo ebenfalls vorzeitig beendet hatte und danach mit der HSG Humboldt-Uni bei DDR-Meisterschaften gute Platzierungen erreichte. Von 1974 bis 1985 war Uwe Stock Judotrainer der HSG Humboldt-Uni. An den DDR-Meisterschaften 1975 nahm Stock noch als Wettkämpfer teil. Er errang im Halbschwergewicht und der Offenen Klasse den 3. Platz, wobei in beiden Gewichtsklassen Dietmar Lorenz DDR-Meister wurde.

## Rückkehr nach Mecklenburg
1985 kehrte Uwe Stock aus Berlin nach Wustrow zurück und blieb in seiner Heimatgemeinde dem Judosport treu. Als Trainer baute er die Judoabteilung des TSV Wustrow auf. Für den Deutschen Judo-Verband (DJV) übernahm er im Bezirk Rostock den Vorsitz im Bezirksfachausschuss (BFA) Judo. Als führender Judofunktionär im Bezirk Rostock  war er während der Wende 1990 mit den BFA-Vorsitzenden der Bezirke Schwerin und Neubrandenburg an der Gründung des Judo-Verbandes Mecklenburg-Vorpommern (JVMV) beteiligt und unterstützte die Judoka in Mecklenburg-Vorpommern bei der Überleitung in die neuen Verbands- und Vereinsstrukturen. Im JVMV übernahm er für einige Jahre das Amt des Vizepräsidenten. Auf Grund seiner Verbands- und Trainertätigkeit und hervorragenden Jugendarbeit wurde ihm 2007 der 5. Dan verliehen. Nach seinem Ausscheiden aus dem JVMV-Vorstand wurde er zum Ehrenmitglied des JVMV ernannt. Neben seiner ehrenamtlichen Verbands- und Vereinstätigkeit für den Judosport engagiert sich Uwe Stock seit über 15 Jahren als Mitglied der Gemeindevertretung Wustrow für die öffentlichen Belange seines Heimatortes, insbesondere auf den Gebieten Sport und Touristik.

## Erfolge als aktiver Judoka
- 1965: Dritter Platz bei den DDR-Einzelmeisterschaften (Halbschwergewicht)
- 1966: Dritter Platz bei den DDR-Einzelmeisterschaften (Halbschwergewicht)
  - DDR-Sieger bei der Kinder- und Jugendspartakiade (+ 75,0 kg)
  - DDR-Meister der Jugend A (+ 75,0 kg)
- 1970: Vizemeister bei den DDR-Einzelmeisterschaften und Vize-Europameister (Halbschwergewicht)
- 1972: Vizemeister bei den DDR-Einzelmeisterschaften (Halbschwergewicht)
- 1973: DDR-Meister (Halbschwergewicht)
- 1974: Dritter Platz bei den DDR-Einzelmeisterschaften (Alle Kategorien)
- 1975: Dritter Platz bei den DDR-Einzelmeisterschaften (Halbschwergewicht)
  - Dritter Platz bei den DDR-Einzelmeisterschaften (Alle Kategorien)
- 1967–1972: DDR-Mannschaftsmeister